# بهشت تاریک
«بهشت تاریک» (به انگلیسی: Dark Paradise) تک‌آهنگی توسط خواننده و ترانه‌سرا اهل ایالات متحده آمریکا لانا دل ری برای دومین آلبوم استودیویی او زاده‌شده برای مردن است که در ۱ مارس ۲۰۱۳ منتشر شد.
این تک‌آهنگ در چارت‌های لهستان جزو ده ترانه اول قرار گرفت.
این آهنگ همچنین در یکی از قسمت‌های سریالاصیل‌ها (فصل ۱) استفاده شد.